# Nasz Bałtyk
Nasz Bałtyk – program telewizyjny, którego autorem jest Tomasz Pyć, emitowany w TVP1 od 15 września 1992 r. do 11 czerwca 1996 roku, w ramach Telewizji Edukacyjnej. Łącznie wyemitowano 69 odcinków. Realizowany we współpracy z Morskim Instytutem Rybackim w Gdyni.